# 2. divisjon 2010 (football americano norvegese)
La 2. divisjon 2010 è la 18ª edizione del campionato di football americano di secondo livello, organizzato dalla NAIF.

## Squadre partecipanti
| Club                    | Città        | Stadio | Sponsor ufficiale | Risultato nella stagione 2009 |
| ----------------------- | ------------ | ------ | ----------------- | ----------------------------- |
| AFC Show                | Stavanger    |        |                   |                               |
| Flint Raiders           | Tønsberg     |        |                   |                               |
| Hordaland Storm 2       | Bergen       |        |                   |                               |
| Hamar Ruins             | Hamar        |        |                   |                               |
| Kristiansand Gladiators | Kristiansand |        |                   |                               |

## Stagione regolare

### Calendario

#### 1ª giornata
| 24 aprile 2010, ore 14:00 | Hamar Ruins | 19 – 27 | AFC Show |  |

#### 2ª giornata
| 1º maggio 2010, ore 12:00 | Kristiansand Gladiators | 25 – 6 | Hordaland Storm 2 |  |

| 1º maggio 2010, ore 14:00 | AFC Show | 55 – 6 | Flint Raiders |  |

#### 3ª giornata
| 9 maggio 2010, ore 14:00 | Flint Raiders | 8 – 46 | Kristiansand Gladiators |  |

#### 4ª giornata
| 15 maggio 2010, ore 15:00 | Hordaland Storm 2 | 7 – 26 | Hamar Ruins |  |

| 16 maggio 2010, ore 14:00 | Kristiansand Gladiators | 29 – 24 | AFC Show |  |

#### 5ª giornata
| 22 maggio 2010, ore 14:00 | Hamar Ruins | 47 – 6 | Flint Raiders |  |

#### 6ª giornata
| 30 maggio 2010, ore 14:00 | Hordaland Storm 2 | 0 – 32 | AFC Show |  |

#### 7ª giornata
| 6 giugno 2010, ore 14:00 | AFC Show | 27 – 6 | Kristiansand Gladiators |  |

#### 8ª giornata
| 12 giugno 2010, ore 14:00 | Flint Raiders | 18 – 0 | Hordaland Storm 2 |  |

| 12 giugno 2010, ore 14:00 | Kristiansand Gladiators | 53 – 7 | Hamar Ruins |  |

#### 9ª giornata
| 19 giugno 2010, ore 14:00 | Flint Raiders | 12 – 46 | Hamar Ruins |  |

### Classifica
La classifica della regular season è la seguente:
- PCT = percentuale di vittorie, G = partite giocate, V = partite vinte,  P = partite perse, PF = punti fatti, PS = punti subiti

| Pos. | Squadra                 | PCT  | G | V | N | P | PF  | PS  |
| ---- | ----------------------- | ---- | - | - | - | - | --- | --- |
| 1    | AFC Show                | .800 | 5 | 4 | 0 | 1 | 165 | 60  |
| 2    | Kristiansand Gladiators | .800 | 5 | 4 | 0 | 1 | 159 | 72  |
| 3    | Hamar Ruins             | .600 | 5 | 3 | 0 | 2 | 145 | 104 |
| 4    | Flint Raiders           | .200 | 5 | 1 | 0 | 4 | 32  | 194 |
| 5    | Hordaland Storm 2       | .000 | 4 | 0 | 0 | 4 | 13  | 83  |

## Finale
| 26 giugno 2010, ore 14:00 | AFC Show | 18 – 26 | Kristiansand Gladiators |  |

## Verdetti
- Kristiansand Gladiators campioni della 2. divisjon 2010